# Weissensee (meer)
De Weissensee is een bergmeer in Oostenrijk, het ligt in de deelstaat Karinthië. Het meer is 12 km lang en ligt op een hoogte van 930 m. De Weissensee is in Nederland vooral bekend vanwege de Alternatieve Elfstedentocht, in het algemeen is het een bekend gebied voor toerisme vanwege het natuurschoon.
Het meer ligt hoger dan de grote dalen in de buurt, dat van de Drau en het Gailtal. Net als andere bergmeren is het een volgelopen dal, het ligt globaal van west naar oost. Het water stroomt in het oosten weg. De dorpen om de Weissensee liggen vooral aan de westelijke kant, omdat de hellingen naar het oosten te steil worden. Aan weerszijden van het meer liggen op de hellingen bossen. Het gebied is al lang bewoond. Op ongeveer 2 km vanaf het begin van het meer in het westen is het meer het smalst. Daar ligt al sinds lange tijd, sinds ongeveer 1050 een brug. In 1967 is de brug vervangen.
Dorpen direct aan het meer zijn Oberdorf, Gatschach, Techendorf, het gelijknamige Weissensee, Neusach en Naggl.